# Herschel Walker Trade
Der Herschel Walker Trade (dt. Herschel-Walker-Transfer; auch (in Anlehnung an The Great Train Robbery) Great Trade Robbery, dt. großer Transferraub) ist ein Transfer zwischen den Dallas Cowboys und den Minnesota Vikings um den Runningback Herschel Walker. Mit 18 eingebundenen Spielern bzw. Draft Picks ist es der größte Transfer in der Geschichte der National Football League.

## Der Trade
Der Tausch fand am 12. Oktober 1989 statt. Die Vikings erhielten einen Spieler und fünf Draft Picks, die Cowboys fünf Spieler und acht Draft Picks. Fünf dieser Draft Picks waren jedoch an Bedingungen geknüpft. Die Cowboys erhielten diese Picks nur, wenn sie keinen der erhaltenen Spieler vor dem 1. Februar entließen.
| Spieler/Picks zu den Minnesota Vikings | Spieler/Picks zu den Dallas Cowboys |
| --- | --- |
| Runningback Herschel Walker | Linebacker Jesse Solomon |
| Dallas’ Drittrundenpick für den NFL Draft 1990 (Vikings wählten Mike Jones) | Linebacker David Howard |
| San Diegos Fünftrundenpick für den NFL Draft 1990 (Vikings wählten Reggie Thornton) | Cornerback Issiac Holt |
| Dallas’ Zehntrundenpick für den NFL Draft 1990 (Vikings wählten Pat Newman) | Runningback Darrin Nelson |
| Dallas’ Drittrundenpick für den NFL Draft 1991 (Jake Reed) | Defensive End Alex Stewart |
| | Minnesotas Erstrundenpick für den NFL Draft 1990 (mit zwei weiteren Picks zu den Pittsburgh Steelers getauscht um Emmitt Smith auszuwählen) |
| Minnesotas Zweitrundenpick für den NFL Draft 1990 (Alexander Wright) | |
| Minnesotas Sechstrundenpick für den NFL Draft 1990 (zu den New Orleans getauscht, welche James Williams auswählten)                                                                       | |
| Minnesotas Erstrundenpick für den NFL Draft 1991 (unter Vorbehalt, Alvin Harper) | |
| Minnesotas Zweitrundenpick für den NFL Draft 1991 (unter Vorbehalt, Dixon Edwards) | |
| Minnesotas Zweitrundenpick für den NFL Draft 1992 (unter Vorbehalt, Darren Woodson) | |
| Minnesotas Drittrundenpick für den NFL Draft 1992 (unter Vorbehalt, zu den New England Patriots getauscht, welche Kevin Turner auswählten)                                                | |
| Minnesotas Erstrundenpick für den NFL Draft 1993 (unter Vorbehalt, zu den Philadelphia Eagles getauscht, welche den Pick zu den Houston Oilers tauschten, welche Brad Hopkins auswählten) | |

## Nachwirkungen
Alle fünf Spieler, welche die Vikings zu den Cowboys tauschten, galten als besser als die meisten Spieler der Cowboys, trotzdem setzte Head Coach Jimmy Johnson keinen der Spieler in der Saison 1989 ein, welche die Cowboys mit nur einem Sieg beendeten. Nach der Saison entließen die Cowboys Stewart und tauschten Nelson für einen Fünftrundenpick zu den San Diego Chargers. Durch die zusätzlichen Draftpicks bauten die Cowboys eine Mannschaft auf, welche dazu führte, dass sie, beginnend mit der Saison 1992, in vier Saisons drei Super-Bowl-Titel gewannen. Walker spielte zweieinhalb Saisons bei den Vikings, wobei er nie die 1000-Yard-Marke durchbrach. Er wurde vor der Saison 1992 entlassen. Im Anschluss spielte Walker noch bei den Philadelphia Eagles, New York Giants und beendete seine Karriere mit einer Rückkehr zu den Cowboys.